# 에마 콜필드
에마 콜필드(Emma Caulfield, 1973년 4월 8일 ~ )는 미국의 배우이다.

## 출연 작품
- 아메리카 이즈 스틸 더 플레이스 (2015)
- 백 인 더 데이 (2014)
- 컨파인드 (2010)
- 제거자 (2010)
- 와이 엠 아이 두잉 디스? (2009)
- 타이머 (2009)
- 어 발렌타인 캐롤 (2007)
- 리얼리티 오브 러브 (2004)
- 어둠의 저주 (2003)

### 텔레비전
- 베벌리힐스 아이들 (1995-96)
- 뱀파이어 해결사 (1998-2003)
- 로봇 치킨 (2006, 2007)
- 라이프 언익스펙티드 (2010-11)
- 완다비전 (2021)
- 애거사: 다크홀드 다이어리 (2024)